# Montagnellina stellaris
Montagnellina stellaris är en svampart som först beskrevs av Christiaan Hendrik Persoon, och fick sitt nu gällande namn av Theiss. & Syd. 1915. Montagnellina stellaris ingår i släktet Montagnellina och familjen Botryosphaeriaceae.   Inga underarter finns listade i Catalogue of Life.